# چو یونگ-جونگ
چو یونگ-جونگ (انگلیسی: Cho Young-jeung؛ زادهٔ ۱۸ اوت ۱۹۵۴) بازیکن سابق و مربی فوتبال اهل کره جنوبی است.
از باشگاه‌هایی که در آن بازی کرده‌است می‌توان به باشگاه فوتبال سئول اشاره کرد.
وی همچنین در تیم‌های ملی فوتبال زیر ۲۰ سال کره جنوبی و کره جنوبی بازی کرده‌است.
وی در مسابقات بین‌المللی در مجموع برندهٔ ۲ مدال طلا، ۱ مدال نقره، ۲ مدال برنز شده‌است.